# Philipp Plein
Philipp Plein (München, 16 februari 1978) is een Duitse modeontwerper en oprichter van de Philipp Plein International Group die de merken Philipp Plein, Plein Sport en Billionaire omvat.

## Carrière
Philipp Patrick Hannes Plein werd op 16 februari 1978 geboren in München. Plein volgde de middelbare school op Schlossinternat Salem en studeerde rechten aan de Friedrich-Alexander-Universität in Erlangen-Nürnberg toen hij begon met het ontwerpen van luxe hondenbedden. Al snel trokken zijn ontwerpen de aandacht van experts uit de interieurbranche en in 1998 werd het bedrijf opgericht in München, Duitsland.
Plein begon met het maken van tassen en accessoires van de overgebleven exotische leersoorten, die naast zijn designstukken op beurzen werden verkocht. Zijn eerste winkel opende hij in de discotheek 'P1' in München.
In 2011 was Plein jurylid bij de ProSieben castingshow 'Fashion and Fame'.
Plein wordt in 2019 door het zakenblad Bilanz vermeld als een van de rijkste personen of families van Zwitserland in de jaarlijkse 'Die 300 Reichsten' met een vermogen van 300 miljoen Zwitserse franken.
- Bibliothèque nationale de France: cb17809379s (data)
- Gemeinsame Normdatei: 1035627698
- International Standard Name Identifier: 0000 0004 0859 2565
- Virtual International Authority File: 301549554
- WorldCat: E39PBJd86VVfp89KFYvHRmvj4q